# Поршур-Туклинське сільське поселення
Поршу́р-Ту́клинське сільське поселення (рос. Поршур-Туклинское сельское поселение) — муніципальне утворення у складі Увинського району Удмуртії, Росія. Адміністративний центр — присілок Поршур-Тукля.
Населення — 1849 осіб (2015; 1872 в 2012, 1891 в 2010).
Голова:
- 2008–2012 — Караваєв Леонід Валеріанович
- 2012-2016 — Караваєв Леонід Валеріанович

## Склад
До складу поселення входять такі населені пункти:
| Населений пункт        | Населення, осіб (2010) | Населення, осіб (2012) |
| ---------------------- | ---------------------- | ---------------------- |
| Возеншур, присілок     | 122                    | 123                    |
| Поршур-Тукля, присілок | 914                    | 900                    |
| Пуштовай, присілок     | 28                     | 27                     |
| Стара Тукля, присілок  | 58                     | 56                     |
| Темкіно, присілок      | 19                     | 19                     |
| Узей-Тукля, присілок   | 750                    | 747                    |

Колишні населені пункти: Васяшур, Карашур.
У поселенні діють 2 школи, 2 садочки, 2 бібліотеки, 3 клуби, 3 ФАПи, Будинок ремесел. Серед промислових підприємств працюють ТОВ «Шафіс», ТОВ «Увам'ясопром» та ТОВ «Поршур».